# Branchiocaris
Branchiocaris es un género extinto de artrópodos del orden Hymenocarina conocido de los esquistos de Burgess y Maotianshan, de diferentes etapas del Cámbrico de Columbia Británica (Canadá) y de la Provincia de Yunnan (China). Actualmente se conocen dos especies del género.

## Descubrimiento y Etimología

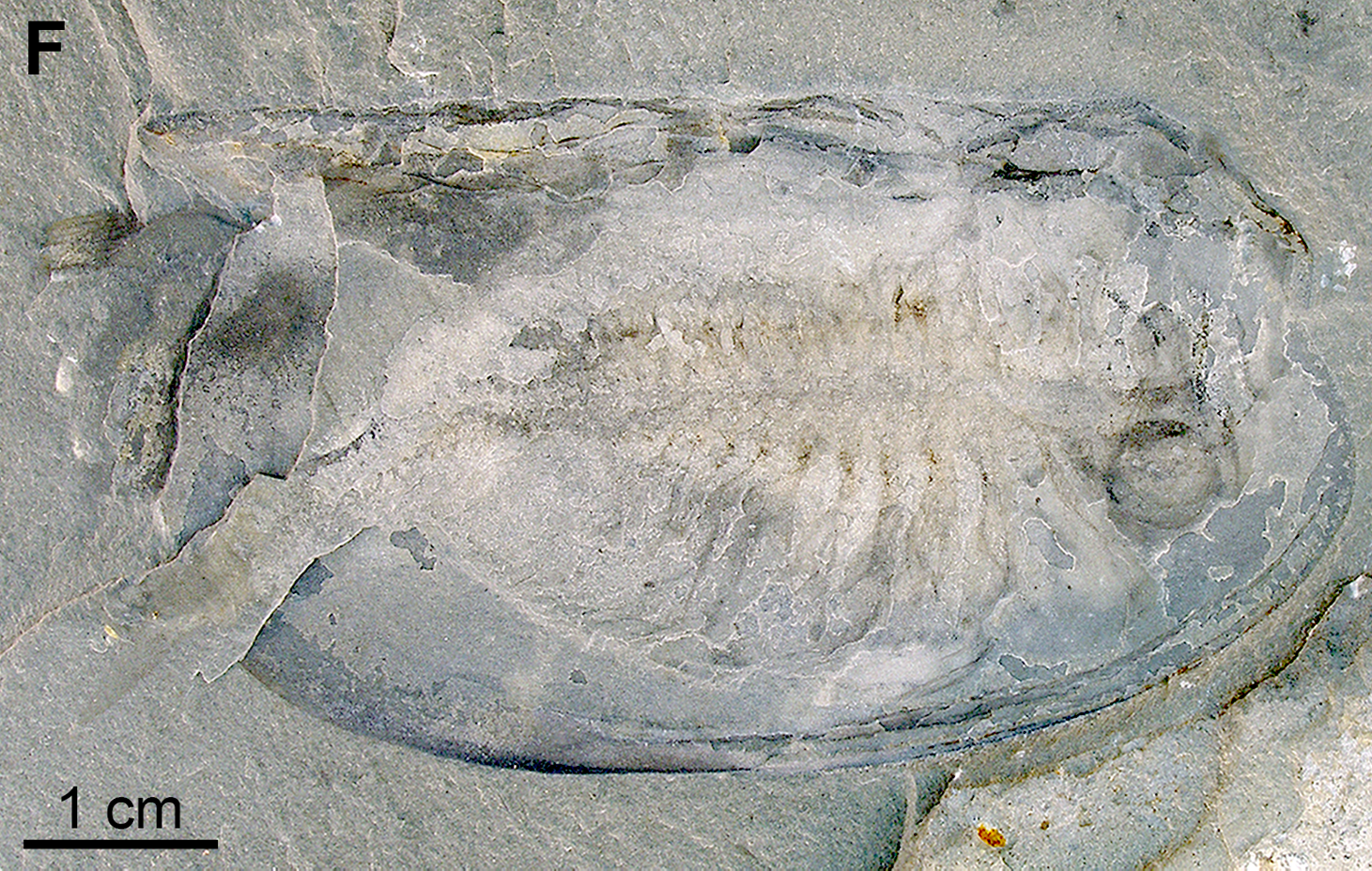
Fósil de Branchiocaris del Cámbrico de Utah

Los primeros cinco especímenes fósiles del animal fueron descritos en 1912, tras su descubrimiento en el esquisto de Burgess, por el erudito Charles E. Resser, quién los identificó como una especie del género Protocaris, Protocaris pretiosa. No fue hasta 1974 que el paleontólogo irlandés Derek Briggs, muy involucrado en excavaciones y descripciones de animales de Burgess; los reconoció como miembros de su propio género, Branchiocaris, convirtiendo a Branchiocaris pretiosa en la especie tipo del género. Una década después se encontraron más de 70 fósiles de un animal similar de los más antiguos esquistos de Maotianshan, y en 1987 Hou los asignó al género como la nueva especie Branchiocarus yunnanensis; por los 10 millones de años de separación, su conservación parcial y varias diferencias morfológicas hay quienes sugieren que pertenece a otro género. Lou y Ho irguieron tres nuevas especies en 2008, pero actualmente se consideran sinónimos de Branchiocarus yunnanensis.
El nombre genérico Branchiocaris viene del latín branchia,"branquias"; y del griego caris, "gamba" o ""cangrejo".

## Descripción y especies
Branchiocaris era un artrópodo bivalvo multisegmentado mediano. Ambas conchas de su caparazón estaban fusionadas. Cubría la mitad de su cuerpo, de la región frontal sólo asomaban las antenas y el primer par de extremidades que poseía pinzas. En el punto más proximal se encontraba la mandíbula. Su cuerpo acababa en un telson con dos proyecciones que formaban una cola.

### Branchiocaris pretiosa
Branchiocaris pretiosa medía cerca de 14 cm de longitud. Su caparazón estaba ornamentado por una especie de aleta dorsal y un rostro alargado. Las projecciones del telsón de B. pretiosa eran cortas.
Su nombre específico significa preciosa en latín, juicio personal de Resser respecto a la apariencia de fósil. Su caparazón era redondo y liso

### Branchiocarus yunnanensis
Solo se conocen fósiles de las conchas, por lo que se ha sugerido que en Branchiocarus yunnanensis  pudo rodear una mayor parte del cuerpo. El caso de la especie china es interesante, presenta dos morfotipos coexistentes. El morfotipo "A" era redondo, liso y sencillo; y algo más pequeño. El morfotipo "B" poseía una hendidura rostral, con las conchas llegando más lejos; era proporcional y generalmente más grande. El morfotipo "A" era consistentemente más común que "B", consistente con morfotipos sexuales en otros himenocarinos.
Su nombre específico viene de la provincia china de Yunnan, donde se encuentra su yacimiento de origen.